# Englerophytum congolense
Englerophytum congolense là một loài thực vật có hoa trong họ Hồng xiêm. Loài này được (De Wild.) Aubrév. & Pellegr. mô tả khoa học đầu tiên năm 1961.